# Gaston Chaissac
 (juillet 2013).
Si vous disposez d'ouvrages ou d'articles de référence ou si vous connaissez des sites web de qualité traitant du thème abordé ici, merci de compléter l'article en donnant les références utiles à sa vérifiabilité et en les liant à la section « Notes et références ».
Gaston Chaissac, né le 13 août 1910 à Avallon et mort le 7 novembre 1964 à La Roche-sur-Yon, est un peintre et un poète français.
Il est également connu pour ses nombreuses correspondances, mais aussi textes et poèmes publiés entre autres à La Nouvelle Revue française (NRF) et dans Les Cahiers de la Pléiade.

## Biographie

### Jeunesse
Gaston Chaissac naît rue de Paris à Avallon, de parents corréziens. Son père est cordonnier. Après la guerre et la séparation de ses parents, le jeune Chaissac demeure avec sa mère. Sa scolarité est, comme il le dira lui-même, « courte et chétive »[réf. nécessaire]. L’école ne lui convient guère mais il se plaît à observer les cours de dessin que sa sœur prend auprès de Hélène Guinepied dont la méthode (Méthode Helguy) le fascinera au point d'en parler plus tard dans ses correspondances, notamment avec Jean Dubuffet et Luc Benoist, comme « (notre) instigatrice de l'art brut que j'ai préféré baptiser peinture rustique moderne ».
Sa santé se révèle fragile. Souvent malade, il développe peu à peu un style de vie frileux et ascétique. On observe d’ailleurs que les personnages de ses tableaux — et même de ses « totems » — ont un corps fréquemment atrophié, et que leur visage exprime parfois un sentiment de souffrance.
En 1923, Chaissac quitte l’école pour entrer en apprentissage. Il touche à divers métiers sans se décider pour aucun en particulier.
En 1926, la famille Chaissac s'installe à Villapourçon (Nièvre).
En 1931, il perd sa mère. Le mariage de sa sœur, qui quitte dès lors la cellule familiale, constitue également un choc pour lui. Il met longtemps à surmonter ce double traumatisme.

### Paris et la tuberculose
En 1934, Chaissac tente de s’établir à Paris, où son frère Roger, devenu brigadier de police, lui ouvre une échoppe de cordonnier rue Mouffetard et l'accueille chez lui rue Henri-Barbusse. Avec son animation grouillante, la grande ville lui plaît, mais ne réussissant pas à gagner sa vie, il quitte une première fois la capitale pour y revenir en 1937. Dans le même immeuble que Chaissac habitent les peintres Otto Freundlich et sa compagne, Jeanne Kosnick-Kloss, qui l'encouragent à dessiner. Les premiers résultats de cette activité leur paraissent pleins d’avenir. « Un maître nous est né », aurait dit Freundlich[réf. nécessaire]. Quoi qu’il en soit, ce dernier ne cessera plus, jusqu’à sa mort en déportation (1943), d’aider et de conseiller Chaissac.
À l’automne 1937, Chaissac tombe gravement malade. Une tuberculose est diagnostiquée. Il est envoyé au sanatorium d’Arnières-sur-Iton, dans l’Eure. Le traitement ne l’empêche pas de continuer de peindre : en décembre 1938 a lieu sa première exposition personnelle à Paris. Albert Gleizes et Robert Delaunay s’intéressent vivement aux travaux qu’il y présente.
De 1939 à 1942, Chaissac achève de guérir au sanatorium de la cité-sanitaire de Clairvivre en Dordogne, où il deviendra chef d'atelier de la cordonnerie. À Noël 1940, il y rencontre sa future épouse, Camille Guibert (1911-1980).
En 1942, à l’invitation d’Albert Gleizes, il part pour Saint-Rémy-de-Provence. Tout en travaillant chez un bourrelier, il peint dans l’atelier de Gleizes grâce auquel il fait la connaissance d’André Lhote. Il se marie le 26 décembre 1942 à Vix en Vendée et Camille accouche trois jours plus tard de leur unique enfant, Annie. En 1943, Chaissac présente sa deuxième exposition à Paris, à la Maison des intellectuels. Raymond Queneau, amené par Jeanne Kosnick-Kloss, la voit et l’apprécie. La même exposition est signalée — avec enthousiasme — à Jean Paulhan.

### La Vendée
En 1943, l'épouse de Chaissac, qui est institutrice, est nommée à Boulogne en Vendée. Le couple s’y installe pour cinq ans. Chaissac, désormais débarrassé du souci de sa subsistance, peut enfin se consacrer entièrement à ses activités artistiques. En 1944, il participe au Salon des indépendants, et en 1945, il expose au Salon des surindépendants[réf. nécessaire].
En juin 1945, il commence une correspondance avec Paulhan qui séduit Jean Dubuffet ; ce dernier lui écrit alors à son tour et se porte acquéreur de certaines de ses œuvres. De 1946 à 1953, il entretient aussi une correspondance avec le peintre Louis Cattiaux.
En 1947 se tient une nouvelle exposition personnelle à Paris, à la galerie Arc-en-ciel. La préface est signée Dubuffet, où ce dernier compare l’art de Chaissac à celui des bédouins qui, dans le Sahara, jouent de la flûte en se moquant de la civilisation.
En 1948, sa femme est nommée dans une autre commune vendéenne, Sainte-Florence-de-l'Oie. Le couple y demeurera treize ans. Années difficiles pour le peintre qui, refusant de jouer le jeu du parisianisme alors même qu’il aspire à être reconnu par ses pairs, rejeté par la majorité des habitants de sa commune qui le prend pour un sorcier ou un fou, se trouve en proie à une terrible solitude. Sa créativité s’en ressent et dans les années 1956-1958, il ne peint presque pas.
Cette solitude est pourtant rompue de loin en loin : visite du critique Anatole Jakovsky en 1948 (qui publiera un livre sur Chaissac peu après) et de Jean Dubuffet, qui invite le peintre à participer à l’exposition d'art brut de la galerie René Drouin à Paris ; visite du photographe Gilles Ehrmann en 1955 lequel, enthousiasmé, revient en compagnie du poète surréaliste Benjamin Péret. En 1956, Chaissac effectue un bref séjour dans la maison de Dubuffet à Vence. Après cette date, leurs rapports iront en s’espaçant. La dernière lettre de Dubuffet à Chaissac citée dans Prospectus et tous écrits suivants, date de 1961.
Après l’envoi d’un texte de Chaissac à la NRF en 1954, celle-ci publiera régulièrement de 1957 à 1960 ses « Chroniques de l’Oie », articles humoristiques entrecoupés de réflexions poétiques.
Ce n’est qu’en 1961, avec l’installation du couple à Vix, que Chaissac commence à sortir de son isolement. Cette même année, il reçoit la visite d’Iris Clert qui lui organise une exposition personnelle dans sa galerie parisienne, celle-là même d’Yves Klein et des nouveaux réalistes…
En 1962 sort le livre de Gilles Ehrmann, Les Inspirés et leurs demeures, dans lequel Chaissac se trouve en compagnie d’autres autodidactes. Il occupe toutefois une place prépondérante dans le livre grâce aux textes d’André Breton et de Benjamin Péret. Dans les mois qui suivent, l’Allemagne, l’Italie, les États-Unis s’intéressent soudain à lui. Mais miné par l’anxiété, les difficultés matérielles et les ennuis de santé, Chaissac meurt le 7 novembre 1964 d’une embolie pulmonaire à l’hôpital de La Roche-sur-Yon.

### Chaissac et l’art brut
Les relations entre Gaston Chaissac et Jean Dubuffet ont été pour le moins tumultueuses, mais hautement symptomatiques de l’histoire et de l’évolution de l’art brut.
Chaissac est très tôt intégré à la collection de Dubuffet, et exposé dès 1948 avec les autres créateurs du Foyer de l’art brut, qui deviendra la Compagnie de l’art brut, puis la Collection de l'art brut. Mais en 1963 est créée la seconde Compagnie de l’art brut, au moment du retour de la collection d’Amérique. Dubuffet doit alors revoir les fondements idéologiques qui définissent l’art brut, ce qui aboutit à la création d’une « Collection annexe », qui prendra le nom définitif de Neuve Invention en 1982, dans laquelle il place Chaissac :

« Le silence et le secret restent pour Jean Dubuffet les fondements inhérents à la véritable production artistique ; le créateur autodidacte œuvre pour son propre usage, sans aspirer à la communication ni à la diffusion de ses travaux. Dubuffet pousse alors sa théorie socio-esthétique à ses limites et dénonce la contradiction existant entre la production d’art et la reconnaissance sociale. »

« Vous ne pouvez pas être un créateur et être salué par le public de ce titre. […] Il faut choisir entre faire de l’art et être tenu pour un artiste. L’un exclut l’autre. »

— Lettre à Pierre Carbonel
Dubuffet retire alors quelques créateurs du groupe de l’art brut et transfère leurs productions dans les collections annexes – tel est le cas pour Gaston Chaissac, Philippe Dereux et Ignacio Carles-Tolra.
Plus que tout autre, le transfert de Chaissac a été et reste un sujet de polémique. Nombreux sont ceux qui ont accusé Dubuffet de l’avoir enrôlé dans l’art brut, de l’avoir pillé et plagié pour finalement le renier en le reléguant dans les collections annexes. Dans un premier temps, Dubuffet a vu en Chaissac l’homme du commun créateur, cette figure essentielle de sa conception philosophique et artistique. Puis il a révisé son jugement, tenant compte non seulement du bagage culturel de Chaissac mais aussi de sa connaissance et de ses liens toujours plus importants avec la vie parisienne. Chaissac est « trop informé de ce que font les artistes professionnels ».
Chaissac se voulait non seulement peintre, mais aussi épistolier et poète. Dans ses écrits, truffés de mots rares, dans lesquels il crée de nombreux néologismes, il s'exprime, souligne M. Amirault, « en indépendant, dénonce le fascisme de la langue qu'il délivre de la prison du langage et de la dictature de la grammaire ». « Chercher dans le contenu de la correspondance de Chaissac la logique d'une pensée articulée, poursuit-elle, l'expression d'un projet construit, le témoignage d'un idéal, serait donc vain, car ce n'est rien d'autre que la jouissance de dire et d'écrire, d'être lu et de provoquer, de déconstruire "les dogmes", qui le motive sans trêve ». Ce dont « il raffole le plus c'est d'ébranler les convictions ». La langue est pour lui l'instrument et l'arme d'une politique qui subvertit les normes et dévoile la nature de semblants des discours.

### Consécration
Après sa mort, Gaston Chaissac sera finalement intégré dans l'histoire de l’art moderne.
Des artistes reconnus comme Georg Baselitz ou Robert Combas revendiquent son influence directe[réf. nécessaire].
La bibliothèque-médiathèque de la ville de ses origines, Avallon, porte son nom depuis le 19 octobre 2001.
Sa fille, Annie Raison-Chaissac, devenue agricultrice en Vendée, s'est investie pour la reconnaissance de l'œuvre de son père. Sa petite-fille, Nadia Raison, sociologue, a pris la relève[réf. nécessaire].

## Publications
- Hippobosque au Bocage, Paris, Gallimard, 1951.
- Très Amicalement Vôtre, Belgique, La Louvière, 1965.
- Le Laisser-Aller des Éliminés – Lettres à l’abbé Coutant, Bassac, Plein-Chant, 1979.
- Trente et une Lettres à Pierre Boujut, Bassac, Plein-Chant, 1979.
- Je cherche mon éditeur, lettres, contes, documents, Rougerie, Mortemart, 1998.
- Correspondances, Les Sables d’olonne, Musée de l’Abbaye Sainte-Croix, 2004.
- ODE au Saint Frusquin raté et une lino, dans le numéro 1 de DIRE, revue littéraire, 1962.
- Lettres 1944-1963 à Jean Paulhan, édition établie, introduite et annotée par Dominique Brunet et Josette-Yolande Rasle, coll. « Correspondances de Jean Paulhan », Éditions Claire Paulhan, 2013[11].

## Œuvres dans les collections publiques
- Les Sables-d'Olonne, musée de l'Abbaye Sainte-Croix : le musée conserve l'un des fonds les plus importants du peintre à la suite d'une donation de sa veuve.
- Paris :
  - musée d'Art moderne de la ville de Paris ;
  - musée national d'Art moderne.
- Sainte-Florence, Espace Gaston Chaissac.
- Nantes, musée d'Arts, La Cène, 1984, peinture industrielle à base de Ripolin sur bois, 140,8 x 102 cm[12].

## Expositions rétrospectives
- Musée des Beaux-Arts de Nantes en 1965 et 1998.
- Musée des Beaux-Arts de Lyon en 1968.
- Musée Sainte-Croix des Sables-d'Olonne en 1969, 1972, 1978 et 1993.
- Musée national d'Art moderne en 1973.
- Musée des Beaux-Arts de La Rochelle en 1976.
- Musée Unterlinden, Colmar en 1985.
- Musée des Beaux-Arts et de la Dentelle d'Alençon en 1985.
- Musée des Beaux-Arts de Carcassonne en 1989.
- Palais des Beaux-Arts de Charleroi (Belgique) en 1999.
- Musée Fabre de Montpellier en 1999.
- Galerie nationale du Jeu de Paume en 2000.
- Musée de Grenoble en 2009.
- Musée de la Poste, Paris, en 2013[13].
- Musée Soulages, Rodez, en 2021[14].
- Château de Biron, L’enfance de l’art, Gaston Chaissac et la modernité, château de Biron, du 9 juillet au 6 novembre 2022[15].

## Pour approfondir

#### Monographies
- Dominique Allan-Michaud, Gaston Chaissac, puzzle pour un homme seul, Paris, Gallimard, 1974.
- Henri-Claude Cousseau, Gaston Chaissac « cordonnier in partibus » ; Œuvre graphique, Paris, Jacques Damase, 1981.
- (en) Barbara Nathan-Neher, Chaissac, Londres, Thames and Hudson, 1987 .
- Johannes Gachnang et Françoise Brütsch, Gaston Chaissac, Neuchâtel, Ides et Calendes, 1988.
- Anatole Jakovsky, Gaston Chaissac, l’homme-orchestre, Paris, Les Presses Littéraires de France, 1952.
- Collectif, Gaston Chaissac, Les Sables d’Olonne, Musée de l’Abbaye Sainte-Croix, 1993.
- Collectif, Gaston Chaissac, Paris, Réunion des Musées Nationaux, 1998.
- Serge Fauchereau, Gaston Chaissac : environs et apartés, Paris, Somogy, 1998.
- Thomas Le Guillou, Gaston Chaissac, Neuchâtel, Ides et Calendes, 2000.
- Collectif, Chaissac, Paris, Galerie Nationale du Jeu de Paume, Réunion des Musées Nationaux, 2000.
- Éric Chevillard, D’attaque, éditions Argol, collection Entre-Deux, 2005.
- Collectif, Gaston Chaissac, homme de lettres, Paris, École nationale supérieure des beaux-arts & Musée de la Poste, 2006.
- Monique Amirault. Bricoleur de réel. Gaston Chaissac, épistolier. Navarin/ Le champ freudien. Paris. 2017.
- Henry-Claude Cousseau, Gaston Chaissac, Paris, Flammarion, 2022.

#### Articles notables, chapitres de livres
- Jean Gavel, « L'original de Sainte-Florence », Détective, no 580, 12 août 1957.
- Benjamin Péret, « Gaston Chaissac », in Gilles Ehrmann, Les inspirés et leurs demeures, Éd. Le Temps, 1962.
- Christian Delacampagne, Chaissac : un savant en sabots, Paris, Éditions Mengès, 1989.
- Dominique Allan Michaud, in L'Œuf sauvage, n° 7, Pleine Marge, 1993.
- Jean-Louis Ferrier, Le peintre de la vie précaire, Paris, Terrail, 1997.
- (en) David Maclaglan, Gaston Chaissac – Raw Classics, Raw Vision n° 32, 2000.
- Dominique Allan Michaud, « Gaston Chaissac du Breuil de Laterrade de Soursac, ex-peintre : L’itinéraire d’un “fils de Limousins” », in Revue des Lettres, Sciences et Arts de la Corrèze, tome 103, Tulle, p. 305-345.
- Christian Delacampagne, « Gaston Chaissac, dernier des anarchistes », in Revue des Lettres, Sciences et Arts de la Corrèze, tome 103, Tulle, p. 299-304.
- Dominique Allan Michaud, « Chaissac-Paulhan : « Un succès de librairie avec des lettres fabriquées spécialement », Revue des Lettres, Sciences et Arts de la Corrèze, tome 104, Tulle, p. 379-400.
- Dominique Allan Michaud, « Chaissac : Langage fautif, langage festif ? », Revue des Lettres, Sciences et Arts de la Corrèze, tome 105, Tulle, p. 298-340.
- Nadia Raison, « Note futuriste à votre sanctuaire », in Damvix, regards sur le passé, Geste Éditions, 2006, p. 112-117.
- Bernard Morot-Gaudry, « La sculpture en Morvan au XXe siècle et début du XXIe siècle », Bulletin de l'Académie du Morvan, no 82, 2017, p. 29-30.

### Archives
- Collection Gaston Chaissac (1941-1964) [correspondance ; 1 boite].  Cote : FGM CHAI. Paris : Bibliothèque Kandinsky, Centre Pompidou (présentation en ligne).